# دانيال سوفر
دانيال سوفر (بالعبرية: דניאל סופר‏) (14 يناير 1988 - ) هو لاعب كرة قدم إسرائيلي في مركز الدفاع. شارك مع منتخب إسرائيل لكرة القدم للسيدات. أما مع النوادي، فقد لعب مع Maccabi Kishronot Hadera F.C. ‏.

## وصلات خارجية
- دانيال سوفر على موقع الاتحاد الأوربي (الإنجليزية)
- دانيال سوفر على موقع Soccerway.com (الإنجليزية)